# Church of God of Prophecy
Church of God of Prophecy (COGOP) är en pingstkyrka med 1,5 miljoner medlemmar i 125 länder.
Kyrkans grundare var Ambrose J Tomlinson som 1909 valdes till den förste ledaren (General Overseer) för trossamfundet Church of God (COG). Sedan han anklagats för ekonomiska oegentligheter bröt Tomlinson och hans anhängare med COG och bildade en konkurrerande kyrka med samma namn. För att undvika sammanblandning mellan de båda kyrkorna kallade man sig i officiella sammanhang för Church of God, over which A. J. Tomlinson is General Overseer. Tomlinson fungerade som ledare för denna kyrka livet ut. 

## Splittring
Vid Tomlinsons död 1943 uppstod en tvist om vem av hans söner som skulle efterträda honom. En majoritet valde Milton Ambrose Tomlinson till ny ledare för kyrkan. Denne uteslöt sedan den äldre brodern Homer Aubrey Tomlinson, som då bildade sin egen Church of God.
Efter en segsliten rättstvist om rätten till kyrkans namn och egendomar kom Miltons gren av kyrkan att 1952 anta det officiella namnet Church of God of Prophecy (COGOP). När Milton A Tomlinson 1990 avgick som ledare för COGOP fanns åter delade meningar om vem som skulle leda kyrkan. En minoritet, som förordade Robert J Pruitt som General Overseer, bröt sig 1993 ur COGOP och bildade The Church of God.